# Landolphia landolphioides
Landolphia landolphioides är en oleanderväxtart som först beskrevs av H. Hallier, och fick sitt nu gällande namn av A. Cheval.. Landolphia landolphioides ingår i släktet Landolphia och familjen oleanderväxter. Inga underarter finns listade i Catalogue of Life.